# Иванов, Денис (ресторатор)
Денис Иванов — российский ресторатор, владелец ресторанов в Москве и Новосибирске, руководитель департамента по организации питания оргкомитета Сочи-2014, организатор проекта «Русский дом» на Зимних Олимпийских играх в Ванкувере.

## Биография
В ранние годы увлёкся японской культурой. Ходил на курсы японского языка.
Окончил гуманитарный факультет Новосибирского государственного университета (1996).
В 1992 году принял участие в первом телемосте Новосибирск — Саппоро, на втором курсе НГУ обучался на семинаре в Японии.
Через год после поездки в Японию стажировался в Таиланде.
В период учёбы в НГУ побывал также в США, Малайзии и Сингапуре.
Работал в ботлере компании Coca-Cola в Новосибирске, пять лет спустя — в московском офисе Coca-Cola (координатор по маркетингу в Сибири).
После создания предпринимателем Эриком Шогреном сети New York Pizza четыре года занимал должность генерального директора этой компании.
В 2000 (или 2001) году вместе с Шогреном и банкиром Игорем Кимом создал в Новосибирске ресторан высокой кухни «Классика».

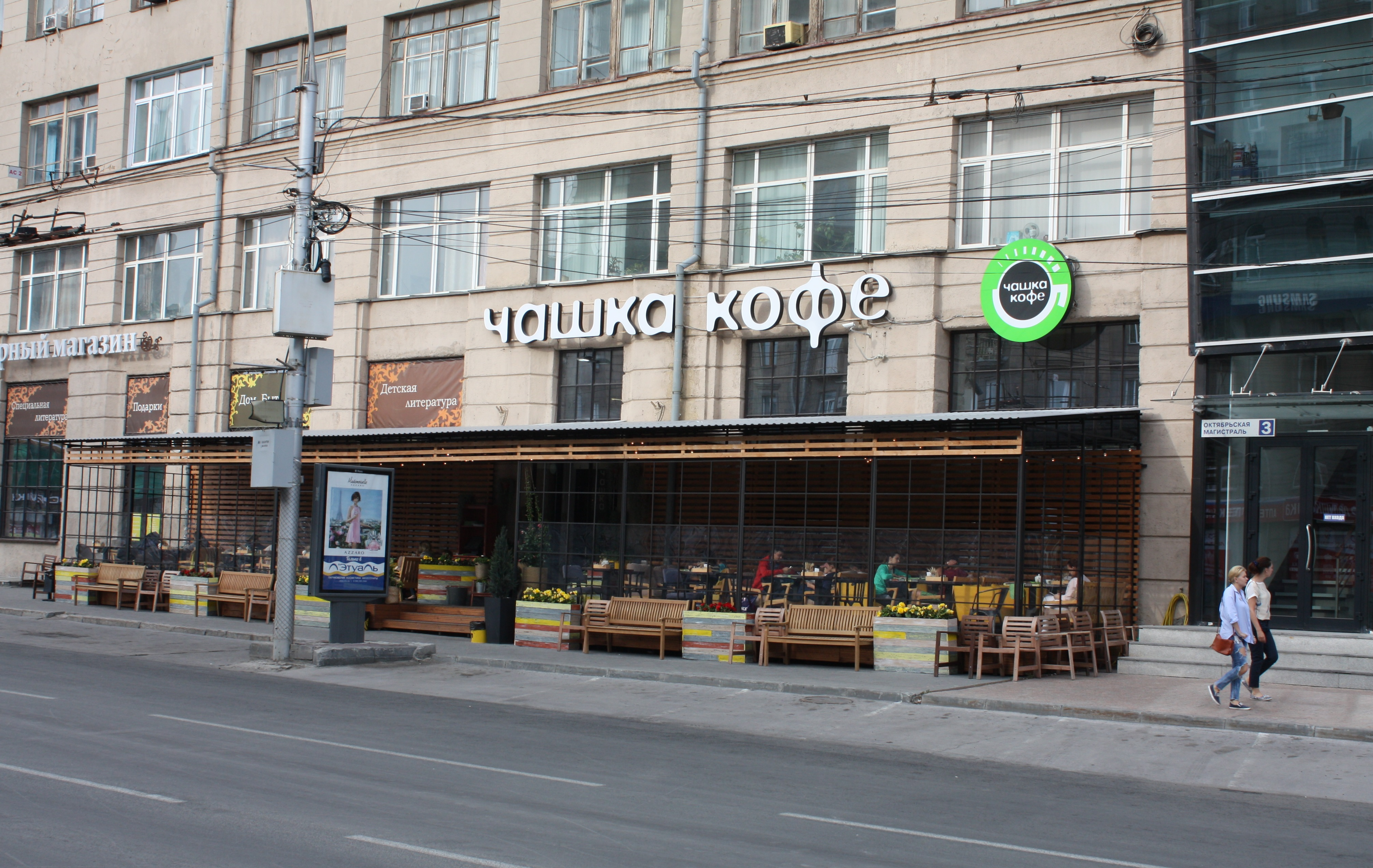
«Чашка кофе» на Октябрьской магистрали в 2016 году.

К 2004 году взгляды Иванова и Шогрена на их совместный бизнес разошлись, после чего он начал самостоятельную карьеру. Первым личным проектом предпринимателя стала «Чашка кофе», которая открылась в аэропорту Толмачево. Основой для кофейни послужили заведения гамбургского аэропорта.
В 2005 году предприниматель открыл рядом с офисом авиакомпании «Сибирь» заведение News Cafe, за образец были взяты американские деловые бары, работающие с раннего утра и транслирующие новости на экране.
В 2006 году в Академгородке на месте товарно-бытового комплекса (ТБК) открыл заведение «ТБК Лаунж».
В 2007 году Иванов создал пивной ресторан BEERMAN, в 2008 — караоке-бар «Ухо и Медведь», а в 2009 году открылся ресторан «BEERMAN и Пельмени».
В 2009 году бизнесмену предложили руководить департаментом по организации питания в оргкомитете «Сочи-2014» и организовать «Дом Сочи-2014» на Олимпиаде в Ванкувере, но после возвращения из Ванкувера в 2010 году он заболел, в результате чего оставил регулярную работу в оргкомитете.
В 2014 году он решил создать ресторан-пивоварню «ПивоFactory». Однако в период резкого падения рубля сумма начальных инвестиций удвоилась. К тому же появился закон о запрете рекламы алкоголя, в итоге использование бренда «ПивоFactory» стало незаконным. Тем не менее ресторан был открыт, но под другим названием — BeerFactory. Кризис затронул и другие проекты ресторатора: увеличились закупочные цены на продукты, тогда как спрос на ресторанные услуги снизился. Ситуация также осложнялась из-за демпинга конкурентов, продававших обеды за 150 рублей, и запрета на курение в заведениях общественного питания.

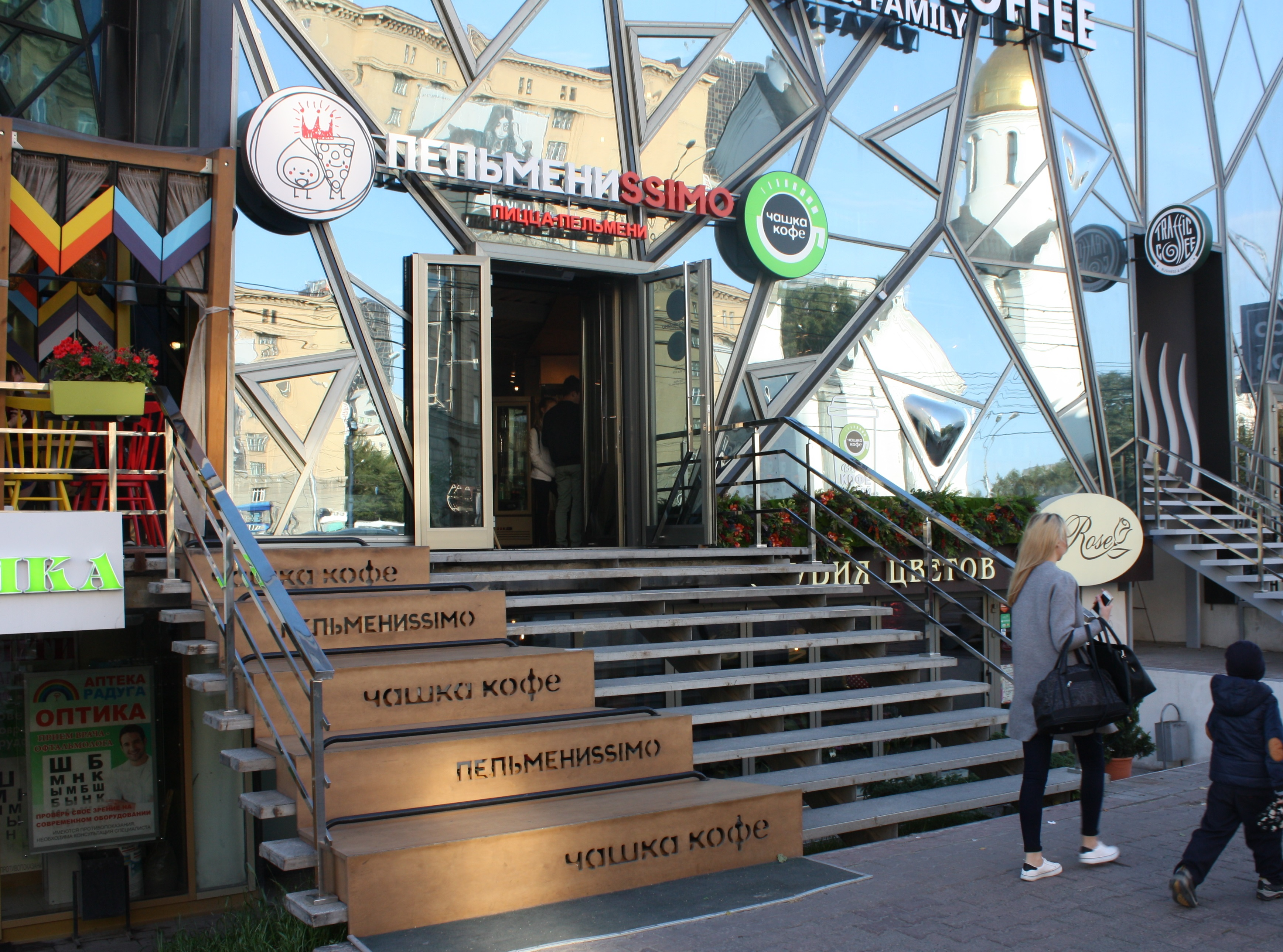
Ресторан «Пельмениссимо», открытый в 2017 году. Бизнес-комплекс «Айсберг» на Красном проспекте.

В 2015 году в гостинице «Azimut Сибирь» был открыт ресторан «СибирьСибирь». Он убедил руководство отеля создать ресторан традиционной сибирской кухни, тогда в Новосибирске по мнению Дениса Иванова «не было ни одного места с локальной едой».
8 апреля 2017 года в бизнес-комплексе «Айсберг» на Красном проспекте открылось одновременно два заведения предпринимателя: «Пельмениссимо» и очередная «Чашка кофе»

### Карьера в Москве
До 2015 года предприниматель не планировал вести бизнес за пределами Новосибирской области, пока к нему не обратились из «Газпром-Медиа». Открытие Media Cafe в Москве на Рочдельской улице в здании этого холдинга обошлось примерно в 10 млн рублей.
Затем Денис Иванов решил открыть в столице пивной ресторан, однако реализации проекта помешали разногласия с арендодателями. В результате он вновь стал сотрудничать с Azimut, который предоставил ему площадь в собственном московском отеле на Смоленской улице. При этом ресторатор уговорил компанию открыть, как и в Новосибирске, «СибирьСибирь». Во время оценки помещения для нового ресторана в гостинице обнаружилось ещё одно свободное место с видом на здание МИДа, которое также было арендовано для создания японского бара [KU:], открывшегося в сентябре 2017 года. Затем под этим брендом было открыто ещё несколько московских раменных, в меню которых появились блюда на основе говяжьего, куриного, овощного бульона, а также борщ-рамен в качестве эксперимента. По оценкам Forbes, в 2018 году выручка флагманского [KU:] составила 120 млн рублей.

### Проект ресторана «Жерарня»
В июле 2021 года стало известно о планируемом совместном проекте Дениса Иванова и Жерара Депардье — ресторане «Жерарня», который должен открыться в первом квартале 2022 года в историческом здании Новосибирска на углу улиц Урицкого и Ленина, где уже работает одно из заведений новосибирского ресторатора. Французский актёр принял участие в разработке дизайн-проекта и концепции нового заведения, а также самостоятельно создал для него иллюстрации. В дизайн-проекте ресторана будут присутствовать отсылки к классической брассери, киновселенной фильма «Астерикс и Обеликс» и т. д.

## Общие сведения о ресторанах
По данным Forbes в 2018 году общая выручка семи московских заведений предпринимателя составила 876 млн рублей, прибыль — 208 млн рублей.
В Новосибирске холдинг Дениса Иванова включает 36 ресторанов, кофеен и баров (данные статьи Forbes от 29 ноября 2019 года).

## Награды
В разные годы предприниматель был удостоен премии «Пальмовая ветвь ресторанного бизнеса»: золото за новосибирские рестораны «BEERMAN&Пельмени» (2009) и «СибирьСибирь» (2016); серебро за новосибирский ресторан «Жан Хуан Лу» (2017) и московский бар [KU:] (2018).

## Личная жизнь
Женат на японке Чизуко, с которой познакомился во время учёбы в НГУ. Проводит время в Москве, Новосибирске, а также в Токио, где учатся его дети. 